# BayQi
BayQi  é uma empresa angolana de tecnologia, especializada em sistema de pagamentos digital, comércio eletrônico e serviços financeiros com sede na Vila Alice em Luanda.
Na BayQi o usuário tem disponível serviços como:
recargas de telemóvel,
pagamento de conta de serviços públicos,
pagamentos com QR Code em mercearias, lojas, restaurantes e na marketplace BayQi.
A empresa tem como outra fonte de receitas, anúncios e conteúdos promocionais pagos.
Foi fundada por Fátima Almeida, em Luanda-Angola em 26 de abril de 2016. A empresa começou como um mercado on-line, que vendia sapatos masculino de marcas internacionais.
Em 2017 a BayQi abriu a sua Marketplace, permitindo com que outros vendedores pudessem vender na sua plataforma.
Em 2022 foi autorizada pelo Banco Nacional de Angola, órgão supervisor do sistema bancário daquele país, a operar como instituição financeira não bancária.

## História
Fátima Almeida, fundou a BayQi em 26 de abril de 2016.
Ela fundou a empresa dentro do seu apartamento no Kinaxixi – Luanda, a empresa começou a vender sapatos em 2016, no ano seguinte permitiu com que outros comerciantes pudessem vender os seus produtos na marketplace da BayQi.
Outrossim, em 2016 a BayQi, revoluciona o mercado angolano com a criação da primeira carteira digital, numa plataforma de comercio eletrônico.
Em 2021 a BayQi lançou BayQi Ponto, que é um serviço que permite com que comerciantes tornem-se parceiros da BayQi, para serviços de entregas. No mesmo anos, a BayQi inaugurou o seu balcão de apoio ao cliente na sede dos Correios de Angola, na Marginal de Luanda.
Em 2022 a BayQi adquiriu a licença do Banco Nacional de Angola (BNA), de Prestador de Serviços de Pagamentos (PSP), tornando-se assim num super aplicativo que permite aos utilizadores usufruírem de dois serviços ecommerce e sistemas de pagamento móveis.

## Comparação
BayQi é semelhante a sistemas como a Paypal, Apple Pay, Alipay
Porque se subpõe a métodos de pagamentos com cartão, trazendo o novo paradigma de transferências em tempo real para o mercado angolano, como uma grande vertente para expansão internacional.